# Glycosmis singuliflora
Glycosmis singuliflora är en vinruteväxtart som beskrevs av Wilhelm Sulpiz Kurz. Glycosmis singuliflora ingår i släktet Glycosmis och familjen vinruteväxter. Inga underarter finns listade i Catalogue of Life.